# Stanisław Rosnowski (pułkownik)

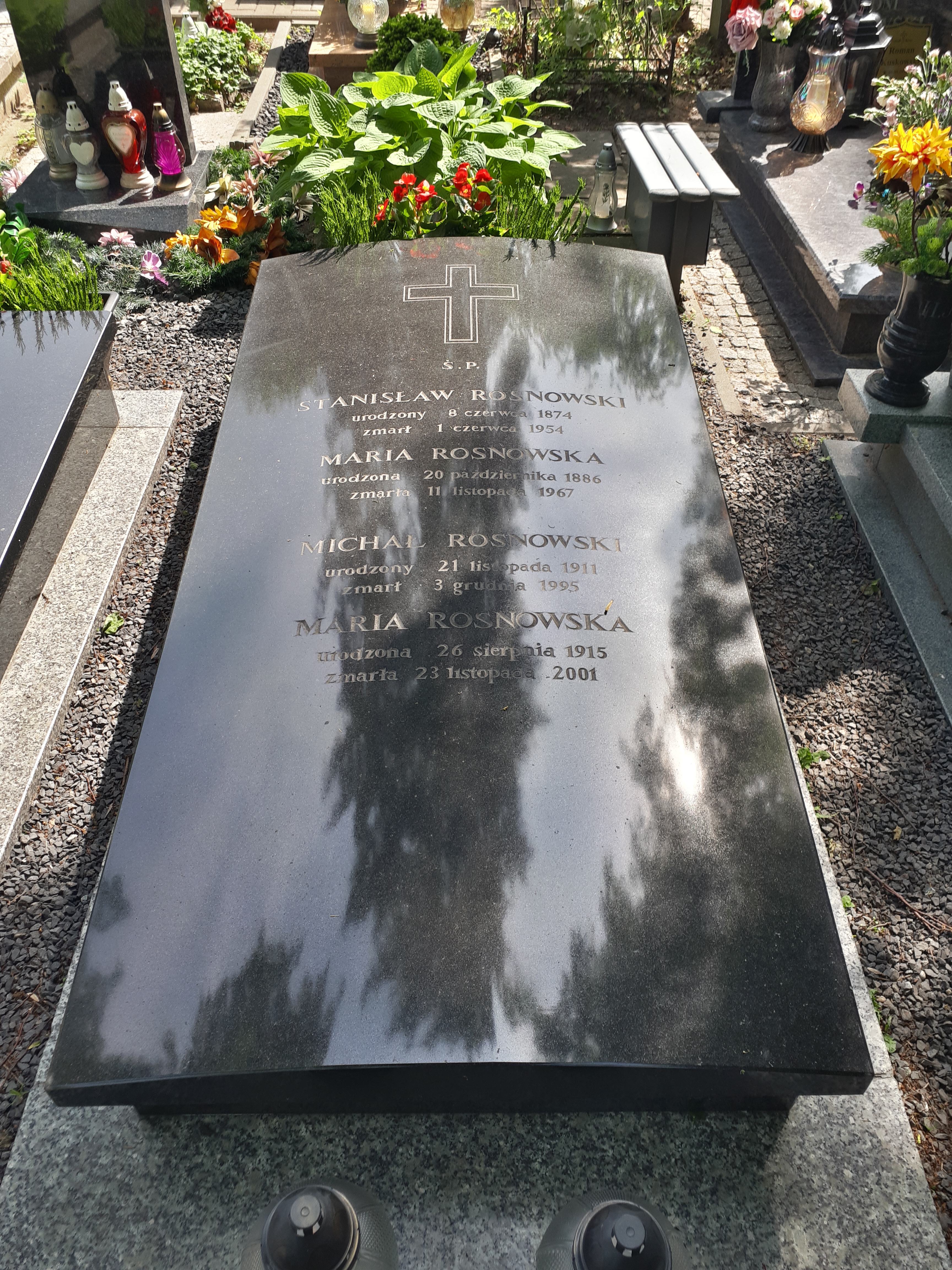
Grób Stanisława Rosnowskiego

Stanisław Rosnowski (ur. 8 czerwca 1874 w Żytomierzu, zm. 1 czerwca 1954 w Elblągu) – pułkownik piechoty Wojska Polskiego, kawaler Orderu Virtuti Militari.

## Życiorys
Urodził się 8 czerwca 1874 w Żytomierzu, w rodzinie Napoleona, sekretarza sądu, i Ludwiki z Nowackich, ziemianki. W 1889 w rodzinnym mieście ukończył progimnazjum. 8 czerwca 1892 jako ochotnik wstąpił do armii rosyjskiej. 1 sierpnia 1893 wstąpił do Czugujewskiej Szkoły Junkrów Piechoty.
W czasie I wojny światowej walczył w szeregach 73 Krymskiego Pułku Piechoty. Trzy razy był ranny i kontuzjowany (4 października 1914 oraz 6 lutego i 14 maja 1915). Awansował na podpułkownika. Do 26 lipca 1918 był dowódcą Polskiej Oddzielnej Brygady na Kaukazie.
7 kwietnia 1920 został przeniesiony z 12 Dywizji Piechoty na stanowisko dowódcy 40 Pułku Piechoty. Dowodził nim na froncie od 12 marca do 29 czerwca oraz od 6 do 19 sierpnia . Od 23 sierpnia 1920 pełnił obowiązki dowódcy IX Brygadą Piechoty. 14 października tego roku został zwolniony ze stanowiska dowódcy 40 pp i mianowany dowódcą IX BP. Tego samego dnia został zatwierdzony z dniem 1 kwietnia 1920 w stopniu pułkownika, w piechocie, w grupie oficerów byłych Korpusów Wschodnich i byłej armii rosyjskiej. Od 16 października do 20 grudnia 1920 dowodził w zastępstwie 5 Dywizją Piechoty.
1 października 1921 został wyznaczony na stanowisko dowódcy piechoty dywizyjnej 5 Dywizji Piechoty we Lwowie. 3 maja 1922 został zweryfikowany w stopniu pułkownika ze starszeństwem z 1 czerwca 1919 i 55. lokatą w korpusie oficerów piechoty. Z dniem 1 marca 1927 został mu udzielony dwumiesięczny urlop z zachowaniem uposażenia, a z dniem 30 kwietnia 1927 został przeniesiony w stan spoczynku.
Mieszkał we Lwowie. W 1934, jako oficer stanu spoczynku pozostawał w ewidencji Powiatowej Komendy Uzupełnień Lwów Miasto. Posiadał przydział do Oficerskiej Kadry Okręgowej Nr VI. Był wówczas „przewidziany do użycia w czasie wojny”. W kampanii wrześniowej 1939 pełnił służbę w Dowództwie Okręgu Korpusu Nr VI we Lwowie jako oficer łącznikowy z Magistratem. 13 kwietnia 1940 został deportowany do Kazachskiej Socjalistycznej Republiki Radzieckiej.
W 1944 rozkazem Armii Polskiej na Wschodzie został powołany do służby czynnej z równoczesnym przeniesiem w stan nieczynny. 11 lipca 1947 wrócił do Polski. W tym samym miesiącu został zarejestrowany w Rejonowej Komendzie Uzupełnień Biała Podlaska. Zmarł 1 czerwca 1954. Został pochowany na Cmentarzu Komunalnym Agrykola w Elblągu.
Był żonaty z Marią (1886–1967), z którą miał syna Michała (1911–1995), inżyniera mechanika lotnictwa i przemysłu ciężkiego, nauczyciela i wykładowcę.

## Ordery i odznaczenia
- Krzyż Srebrny Orderu Wojskowego Virtuti Militari nr 5265 – 21 marca 1922[22][23]
- Order Świętego Włodzimierza 4. stopnia z mieczami i kokardą – 4 marca 1915[1][11]
- Order Świętej Anny 2. stopnia z mieczami i kokardą – 28 czerwca 1916[1][11]
- Order Świętego Stanisława 2. stopnia z mieczami i kokardą – 30 listopada 1915[1][11]
- Order Świętego Stanisława 3. stopnia z mieczami i kokardą[11]
- Order Świętej Anny 3. stopnia z mieczami i kokardą[11]
- Order Świętej Anny 4. stopnia z napisem „za waleczność” – 4 marca 1915[1][11]